# Депресија (Нови Сад)
Депресија је градска четврт у Новом Саду.

## Положај насеља
Депресија се налази између Лимана (на југу и истоку), Телепа (на западу) и Адамовићевог Насеља (на северу), односно између улица Ива Андрића (на истоку), Симе Матавуља (на западу) и Хероја Пинкија (на северу), као и границе месних заједница „Иво Андрић“ и „Острво“ (на југу).
У Административном смислу, насеље је део месне заједнице „Иво Андрић“, а сматра се и делом насеља Лиман.

## Име и историја
Насеље је добило име због топографије терена, односно због тога што се налази на терену који је потонуо у односу на остало земљиште које га окружује (видети чланак: Депресија (геологија)). Насеље чине бараке које су изградила на грађевинском земљишту грађевинска предузећа „Неимар“, „ДД Грапинжењеринг“, „ДД Београп“ и "1. мај“, за потребе смештаја својих радника ангажованих на изградњи стамбених објеката на Лиманима и осталим деловима града. Градске власти су предвиђале да се овде сагради стамбено насеље под називом Лиман 5, које би заменило бараке у којима су привремено живели радници, али тај пројекат никад није покренут. У међувремену су поред наведених барака, које су грађене од чврстог материјала, у насељу никле и куће од плеха и картона.

## Становништво
У насељу има 15 барака у којима живи око 45 породица са око 150 лица, претежно ромске националности. 